# 分子间作用力
分子间作用力（英語：Intermolecular force），亦稱分子間引力，指存在于分子与分子之间或高分子化合物分子内官能基之间的作用力，简称分子间力。它主要包括：
- 范德華力（Van der Waals force）：起初为了修正范德华方程而提出。普遍存在于固、液、气态任何微粒之间，与距离六次方成反比。根据来源不同又可分为：
  - 分散力（倫敦色散力）：瞬时偶极之间的电性引力；
  - 取向力（偶極－偶極吸引力）：固有偶极之间的电性引力；
  - 诱导力：诱导偶极与固有偶极之间的电性引力，如离子诱导偶极力和偶极诱导偶极力（又称Keesom力）。
- 次级键（Secondary bond）：键长长于共价键、离子键、金属键，但短于范德华相互作用的微观粒子相互作用。[1]
  - 氢键：氫與氮、氧、氟所鍵結產生的作用力。
  - 非金属原子间次级键：存在于碘单质晶体中。
  - 金属原子与非金属原子间次级键：存在于金属配合物中。
  - 亲金作用
  - 亲银作用

此外科學家也不斷研究新的分子间作用力，包括双氢键和金键等。